# لگنگتسکیه پوله
لگنگتسکیه پوله (به لاتین: Legnickie Pole) (به آلمانی: والشتات - Wahlstatt) یک روستا در لهستان است که در گمینا لگنگتسکیه پوله واقع شده‌است. لگنگتسکیه پوله ۷۸۰ نفر جمعیت دارد.